# Kali bicarbonat
Kali hydrocarbonat (công thức phân tử: KHCO3), còn gọi là kali bicarbonat) là một hợp chất muối mặn, không màu, không mùi, có tính base. Theo Cục quản lý Thực phẩm và Dược phẩm Hoa Kỳ (FDA), kali hydrocarbonat được xem là một "chất an toàn", "generally recognized as safe" (GRAS), không có bằng chứng nào cho thấy kali hydrocarbonat có khả năng gây ung thư cho người, cũng không có phản ứng phụ quá mức. Là một trong số các chất phụ gia thực phẩm được mã hóa bởi EU, xác định bằng số E: E501. Về phương diện vật lý, kali hydrocarbonat xuất hiện dưới dạng một tinh thể hoặc bột dạng hạt mềm màu trắng. Kali hydrocarbonat rất hiếm khi được tìm thấy ở dạng tự nhiên, quặng của nó gọi là kalicinite.

## Hóa học
Hợp chất nhiệt phân ở nhiệt độ giữa 100 và 120 °C (212 và 248 °F):
2 KHCO3 → K2CO3 + CO2 + H2O
Và với phương trình ngược lại so với phương trình trên, sẽ điều chế được kali hydrocarbonat từ phản ứng của kali carbonat với carbon dioxide và nước:
K2CO3 + CO2 + H2O → 2 KHCO3

## Sử dụng

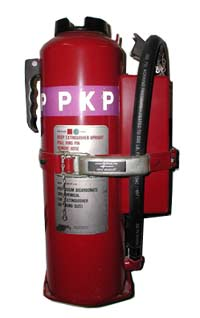
Một bình chữa cháy chứa kali hydrocarbonat.

Hợp chất muối này là một nguồn carbon dioxide để lên men trong làm bánh, dùng trong bình chữa cháy, dùng làm thuốc thử, và chất đệm mạnh trong dược phẩm. Được sử dụng làm chất phụ gia trong sản xuất rượu vang và điều chỉnh độ pH.
Kali hydrocarbonat còn là một loại thuốc hiệu quả chống lại bệnh nấm mốc và vảy táo, cho phép sử dụng trong canh tác hữu cơ. Nó đã được sử dụng rộng rãi trong các loại cây trồng, đặc biệt là để trung hòa trung hòa đất acid.

## Lịch sử
Chữ saleratus, bắt nguồn từ tiếng Latinh sal æratus có nghĩa là "muối có ga", được sử dụng rộng rãi trong thế kỷ 19 để chỉ cả hai kali hydrocarbonat và natri hydrocarbonat. Tuy nhiên, thuật ngữ này đã không còn được sử dụng trong cách nói hiện đại.